# 小川夏果
小川 夏果（おがわ なつか、1987年7月17日 - ）は、日本の女優、映画プロデューサーである。Letheany＆Co.合同会社代表。
熊本県生まれ、兵庫県・京都府育ち。同志社香里高等学校、同志社大学法学部法律学科卒業。元オスカープロモーション所属。

## 人物
同志社大学に入学して間もない2005年4月25日に発生したJR福知山線脱線事故では、通学のため事故列車の2両目に乗車しており、背骨が折れ50針以上を縫う重傷を負い4ヶ月間の入院生活を送った。その後、心療内科で心的外傷後ストレス障害（PTSD）と診断されている。学生時代にはスカウトされたのをきっかけとしてモデルとして活動していたが、大学卒業後は金融機関へ就職。しかし俳優への思いが絶ち難く退職、CMのオーディションに合格し俳優となり、ドラマ・映画・舞台に出演。
2015年に鹿児島県垂水市の観光大使に委嘱された。2019年9月より北京電影学院へ留学。
留学中に知り合いとなった鹿児島市出身の伊地知拓郎の初監督作品『郷』でプロデューサーとして鹿児島ロケを取り仕切った。2023年から鹿児島県姶良市在住。

## 出演

### 映画
2015年
- 流れ星が消えないうちに
- 海難1890

2016年
- 信長協奏曲
- 真田十勇士
- 追憶 -監督:降旗康夫

2024年
- 輝け星くず[7]

### テレビドラマ
2013年
- お先にどうぞ!（WOWOW）

2014年
- TEAM -警視庁特別犯罪捜査本部- 第4話（2014年5月7日、テレビ朝日） - 岩崎玲奈 役
- 信長協奏曲（フジテレビ） - 侍女 役

2015年
- 十月十日の進化論(WOWOW)
- 警視庁捜査一課9係 SEASON 10 第9話（2015年6月24日、テレビ朝日） - 木下希 役

2016年
- 土曜ワイド劇場（テレビ朝日）
  - 検事・朝日奈耀子17（2016年4月9日） - ナースA 役[8]
- 刑事7人 第7話（2016年8月26日、テレビ朝日） - 中田美千代 役
- NHKスペシャル「シリーズ大江戸 」2019年 -ちょっと一服役
- 「くノ一忍法帖蛍火」#11 -如月役

### CM
- 美十「大阪さくさくワッフル」（2015年） - 出演・ナレーション
- 住友不動産PV「シティタワーあすとレジデンシャル」
- co-opの宅配「ピンクのたまねぎドレッシング」（2018年） - 出演
- NTTひかりTV「ひかりTVの10周年を記念した新CM"10周年の宣言"篇」（2019年） -出演
- 伊藤園「水出し抹茶入り お〜いお茶」（2019年） - 出演
- メトロポリターナ連載「私の、好きと暮らす」専属モデル
- トルコ共和国大使館観光プロモーションCM「今こそ、もっと楽しむ時」（2020年） - 日本、中国、アジア各国にて出演

### 舞台
- 友情 秋桜のバラード（2016年8月20日 - 26日、雷5656会館ときわホール）[9] - 三村礼子 役[10]
- 創作歌舞伎「義経地獄破り」2018年(渋谷伝承ホール）静御前役
- 「サマエル」2018年(中目黒キンケロシアター／演出：一ノ瀬京祐）クロム役
- 2018年8月朗読劇「遠き夏の日」東京・大阪公演 中原房江役
- 「信長の野望本能寺の変-」明智煕子役

## プロデュース
- 郷（2024年、伊地知拓郎監督）